# Pranto de Poeta
"Pranto de Poeta" é um samba de Nelson Cavaquinho em parceira com Guilherme de Brito.

## Canção
Uma das principais canções da dupla, "Pranto de Poeta" remete diretamente à morte - não apenas dos poetas da escola de samba Estação Primeira de Mangueira, mas à própria morte de Nelson.
O samba foi composto em 1956, mas seria gravado pela primeira vez somente na década de 1960, mais precisamente em 1966 por Thelma Soares e Nara Leão. Em 1973, a canção foi gravada por Nelson Cavaquinho em seu álbum homônimo.

## Versões
- Thelma Soares (em Thelma canta Nelson Cavaquinho, de 1966)
- Nara Leão (em Nara Pede Passagem, de 1966)
- Cartola (em Verde Que Te Quero Rosa, de 1977)